# Inge Hesse-Peters
Inge Hesse-Peters (* 8. Januar 1921 in Schwerin; † 25. Oktober 1993 in Stralsund) war eine deutsche Schauspielerin. 

## Leben
Über das Leben der im Januar 1921 in Schwerin geborenen Inge Hesse-Peters ist nur wenig bekannt. Sie wirkte von 1975 bis 1989 in einigen Produktionen der DEFA und des Fernsehens der DDR mit. Sie starb im Oktober 1993 im Alter von 72 Jahren in Stralsund.

## Filmografie
- 1975: Geschwister
- 1979: Zugvogel am Sund
- 1979: Gelb ist nicht nur die Farbe der Sonne
- 1981: Der Dicke und ich
- 1982: Polizeiruf 110: Der Unfall (Fernsehreihe)
- 1984: Der Schimmelreiter
- 1989: Polizeiruf 110: Der Fund